# Althaea officinalis
L'altea comune (Althaea officinalis L., 1753) è una pianta appartenente alla famiglia delle Malvacee.

## Descrizione

### Foglie
Di questa pianta è convenevole distinguere le foglie inferiori, che sono più o meno rotonde, hanno cinque lobi e un corto picciolo, dalle superiori, che sono triangolari e con tre lobi. Il margine è irregolarmente dentato, la base cuneiforme, l'apice appuntito. Il lembo è di colore verde-biancastro, per la presenza di numerosi peli; è morbido e talvolta arricciato a ventaglio.

### Fiori
I fiori di Althaea officinalis sono caratterizzati da una corolla regolare, formata da cinque petali a forma di cuore, larga 2–3 cm, inserita, solitaria o in compagnia, all'ascella delle foglie superiori. Il colore è delicato, variabile dal rosa malva al rosso porpora. Il calice consta di cinque sepali, ed è rinforzato da un calicetto di piccole foglie lineari. Gli stami sono numerosi e uniti, per i filamenti, in un solo fascio cilindrico.

### Frutti
I frutti constano di una serie di acheni appiattiti, a forma di disco, disposti l'uno vicino all'altro, simili a una pila di monete.

## Distribuzione e habitat
Altea officinalis è diffusa in gran parte dell'Europa, in Nord Africa (Algeria e Tunisia) e in Asia, sino alla Siberia centrale e al Pakistan.
Cresce in luoghi umidi, lungo i fossi, i canali, gli argini, attorno alle case di campagna.

## Usi
È utilizzata anche come pianta ornamentale in giardini e orti.
L'altea è un'erba medicinale e un'erba officinale.
Le radici, per le loro proprietà lenitive, venivano date da masticare ai lattanti nel periodo della dentizione.

### Proprietà terapeutiche
L'elevato contenuto di mucillagini conferisce alla pianta proprietà emollienti, lassative e calmanti. Si può usare per curare i catarri bronchiali e la tosse, decongestionare l'intestino, e come cosmetico per le pelli arrossate e le foruncolosi. Si possono preparare gargarismi  per le infiammazioni boccali e contro la raucedine. C'è chi afferma che sia utile anche per i disturbi renali, contro i bruciori urinari e vescicali.